# Plumatella recluse
Plumatella recluse är en mossdjursart som beskrevs av Smith 1992. Plumatella recluse ingår i släktet Plumatella och familjen Plumatellidae. Inga underarter finns listade i Catalogue of Life.